# Más de cien mentiras
Más de cien mentiras es un musical basado en las canciones del cantautor español Joaquín Sabina. La obra, que toma su nombre de la canción homónima del cantautor del álbum Esta boca es mía, narra la historia de 'el Tuli', un delincuente que, tras tres años en prisión, sale con la intención de vengarse de Fernando Villegas, quien provocó su encarcelamiento y acabó con la vida de su amigo Samuel. Se estrenó el 6 de octubre de 2011 en el Teatro Rialto de Madrid (España). Está protagonizado por Juan Pablo Di Pace, Álex Barahona y Guadalupe Lancho y dirigido por David Serrano, que además es el guionista principal y forma parte de la dirección musical de la obra, junto a Pancho Varona, José María Cámara, Daniel García y el propio Joaquín Sabina.

## Argumento
Más de cien mentiras es una historia de venganza que gira alrededor de cuatro personajes: Juan (Juan Pablo Di Pace), Tuli (Álex Barahona), Samuel (Víctor Massán) y Magdalena (Guadalupe Lancho). En el pasado, los tres primeros estuvieron involucrados en un atraco que salió mal y que tuvo consecuencias distintas para cada uno de ellos: Juan consiguió huir de la policía, mientras que Tuli acabó en la cárcel (en parte por culpa de Juan) y Samuel muerto tras comenzar a disparar a la policía y ser abatido por los disparos de respuesta de estos.
Tres años después, 'El Tuli' sale de la cárcel con la obsesión de vengarse de Fernando Villegas (Felipe García Vélez), un mafioso tío de Juan y cerebro del atraco. Para ello, busca a Juan, Magdalena y 'Manitas' (Diego París), un antiguo boxeador y amigo común de los tres, en el Darling's, el bar de Juan donde se reúnen las prostitutas del barrio y que Villegas utiliza para blanquear dinero. La idea de 'el Tuli' es vengar la muerte de Samuel y que los tres se hagan millonarios.
Magdalena, hermana de Samuel, novia de Juan y exprostituta, tiene un plan para estafar a Villegas, al que 'el Tuli' accede de buen grado, mientras que Juan es reticente. El plan consiste en fingir que un cliente habitual del local ha conseguido una importante suma de dinero jugando a la lotería. Dado que una de las actividades de la organización de Villegas es el blanqueo de dinero, esperan que estos les ofrezcan dinero a cambio del billete premiado, que ellos falsifican. Para lograr su objetivo, Magdalena se acuesta con Ocaña (Juan Carlos Martín), lugarteniente del mafioso y que está locamente enamorado de ella.

## Producción
En 2006, el productor José María Cámara le presentó a Joaquín Sabina una propuesta para realizar un musical basado en su obra, idea que fue rechazada por el cantautor. Tres años más tarde, el propio Sabina llamó a Cámara para decirle «José, vamos a hacerlo», según afirma el productor. Más de cien mentiras toma su nombre de la canción homónima del álbum Esta boca es mía del cantautor.

## Reparto
El elenco del musical lo forman:
- Juan Pablo Di Pace: Juan.
- Javier Godino: Juan.
- Álex Barahona: Tuli.
- Adrian Lastra: Tuli.
- Guadalupe Lancho: Magdalena.
- Víctor Massán: Samuel.
- Diego París: Manitas.
- David Carrillo: Manitas.
- Juan Carlos Martín: Ocaña.
- Felipe García Vélez: Villegas.
- Marta Capel: Rossana.

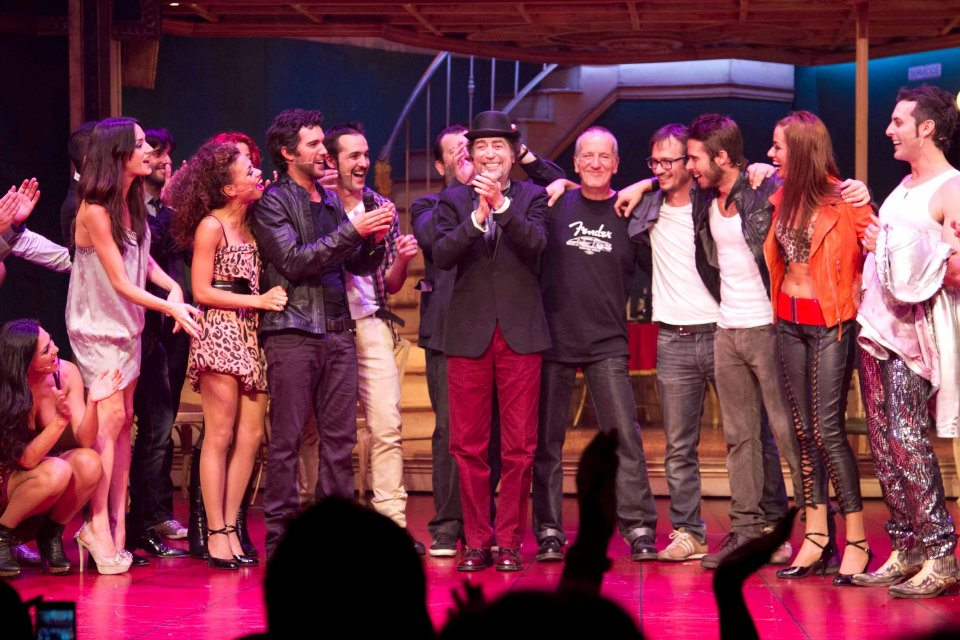
Joaquín Sabina y Pancho Varona junto a todo el elenco del musical el día del estreno de la obra.

- Toni Viñals: Cover Ocaña, Manitas y Samuel.
- Jaime Zataraín: Cover Juan y Tuli.
- Silvia Álvarez: Cover Magdalena y Rossana.

## Canciones
Las canciones que se interpretan en el musical son:
- «Pastillas para no soñar»
- «Aves de paso»
- «La del pirata cojo»
- «Que se llama Soledad»
- «Conductores suicidas»
- «La canción de las noches perdidas»
- «Y sin embargo»
- «Yo quiero ser una chica Almodóvar»
- «Contigo»
- «Esta noche contigo»
- «Calle Melancolía»
- «Más de cien mentiras»
- «19 días y 500 noches»
- «Embustera»
- «Tiramisú de limón»
- «Princesa»
- «Llueve sobre mojado»
- «Ganas de»
- «A la orilla de la chimenea»
- «¿Quién me ha robado el mes de abril?»
- «Pacto entre caballeros»
- «Una canción para la Magdalena»
- «Tan joven y tan viejo»
- «Noche de bodas»
- «Y nos dieron las diez»

## Equipo técnico
El equipo técnico de la obra está formado por:
- Producción: Drive Entertainment
- Productores: Ángel Suárez y José María Cámara
- Dirección: David Serrano
- Director musical: Daniel García
- Guion: David Serrano, Fernando Castets y Diego San José
- Selección y dirección musical: Joaquín Sabina, Pancho Varona, Jacobo Calderón, David Serrano, José María Cámara y Daniel García
- Dirección de coreografías: Federico Barrios
- Diseño de escenografía: Ricardo Sánchez Cuerda
- Diseño de iluminación: Carlos Torrijos
- Directora de casting: Rosa Estévez
- Diseño de peluquería: Fermín Galán
- Diseño de sonido: Javier Isequilla
- Diseño de vestuario: Ana Llena
- Ayudante de dirección: Sergio Francisco
- Diseño de ambientes y efectos de sonido: Pelayo Gutiérrez